# Thomas Lecossais
Thomas Lecossais est un joueur de football français devenu entraîneur, né le 4 novembre 1981 à Harfleur. Il jouait au poste de latéral gauche. Il a participé en 2025  à l'émission Familles nombreuses.

## Biographie
Après avoir été formé et avoir joué plusieurs saisons au Havre (dont une en Ligue 1), il rejoint le FC Sète lors de la saison 2006/2007.
Après deux saisons passées sous les couleurs du FC Sète, il rejoint l'autre club de Sète, la Pointe Courte AC, qui évolue en championnat de France de CFA 2.
À l'issue de la saison le club sétois est relégué en DH. Thomas Lecossais signe alors l'AS Béziers qui évolue, elle aussi, en CFA 2.
Il retourne en 2010 au FC Sète pour une saison , avant de jouer en amateur à Lillebonne, près du Havre.
Il est par la suite entraîneur en amateur, d'abord à Lillebonne puis auprès de vétérans. Il travaille parallèlement dans le commerce automobile puis la création de jeux d'arcade,.
En 2025, on peut le voir dans l'émission de TF1 Familles Nombreuses en tant que père de six filles,,.

## Carrière de footballeur
- 2000-2006 : Le Havre AC  France
- 2006-2008 : FC Sète  France
- 2008-2009 : Pointe-Courte Sète  France
- 2009-2010 : AS Béziers  France
- 2010-2011 : FC Sète  France
- 2011-2014 Union Sportive Lillebonnaise  France[6]

## Statistiques
- 6 matchs en Ligue 1
- 60 matchs en Ligue 2
- 49 matchs  et 1 but en National